# Police Chasing Scorching Auto
Police Chasing Scorching Auto je americký němý film z roku 1906. Režiséry jsou Wallace McCutcheon (1858–1918) a Edwin S. Porter (1870–1941). Film trvá necelé 3 minuty.

## Děj
Policisté pronásledují jedoucí automobil, který málem srazil malé dítě.